# Falco columbarius
Lo smeriglio (Falco columbarius Linnaeus, 1758) è un uccello falconiforme della famiglia dei Falconidi. Questa piccola specie di falco dell'emisfero boreale, nota colloquialmente in Nordamerica come pigeon hawk («falco dei piccioni»), nidifica nelle regioni olartiche settentrionali; alcuni esemplari migrano in inverno verso le regioni subtropicali e quelle tropicali più settentrionali.
Alcuni studiosi considerano le popolazioni nordamericane ed eurasiatiche di F. columbarius come due specie distinte. Il primo tassonomista moderno a descrivere lo smeriglio è stato lo svedese Linneo, che indicò come esemplare tipo un individuo proveniente dall'America. Tredici anni dopo la descrizione di Linneo, Marmaduke Tunstall, nella sua Ornithologica Britannica, riclassificò gli individui europei come un taxon distinto, aesalon. Se le due specie fossero ufficialmente riconosciute, gli uccelli del Vecchio Mondo dovrebbero essere classificati con il nome scientifico F. aesalon..

## Descrizione
Lo smeriglio è lungo 24-33 cm ed ha un'apertura alare di 50-67 cm. Rispetto agli altri piccoli falchi, ha costituzione più robusta e pesante. In media i maschi pesano 165 g e le femmine circa 230 g. Tuttavia, vi sono notevoli variazioni di dimensioni, sia a seconda delle zone dell'areale che - specialmente nelle popolazioni migratrici - del periodo dell'anno. Le dimensioni, quindi, possono variare tra i 150 e i 210 g per i maschi e tra i 190 e i 255 g per le femmine. Il dimorfismo sessuale è tipico di molti rapaci; permette a maschi e femmine di catturare prede diverse e consente così alle coppie riproduttive di occupare territori più piccoli.

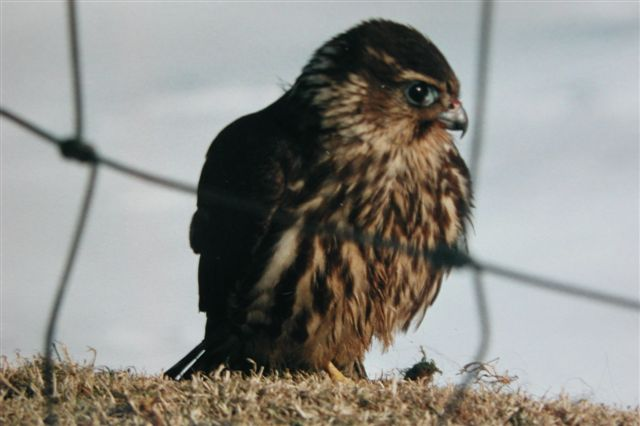
Un giovane esemplare di F. c. subaesalon alle Isole Fær Øer.

Lo smeriglio maschio ha il dorso generalmente grigio-azzurro, ma a seconda delle sottospecie assume toni variabili dal quasi nero al grigio argento. Le regioni inferiori variano dal camoscio all'arancione e possono essere più o meno marcate da strisce di colore variabile dal nero al marrone-rossastro. Le femmine e i giovani hanno il dorso variabile dal grigio-brunastro al marrone scuro e il ventre camoscio-biancastro macchiato di marrone. Tranne che per una sottile striscia sopracciliare biancastra e per dei «baffi» scuri poco appariscenti - scarsamente visibili sia negli esemplari più chiari che in quelli più scuri -, la faccia dello smeriglio è meno screziata di quella della maggior parte degli altri falchi. I nidicoli sono ricoperti da un piumino camoscio chiaro che si fa più bianco sul ventre.

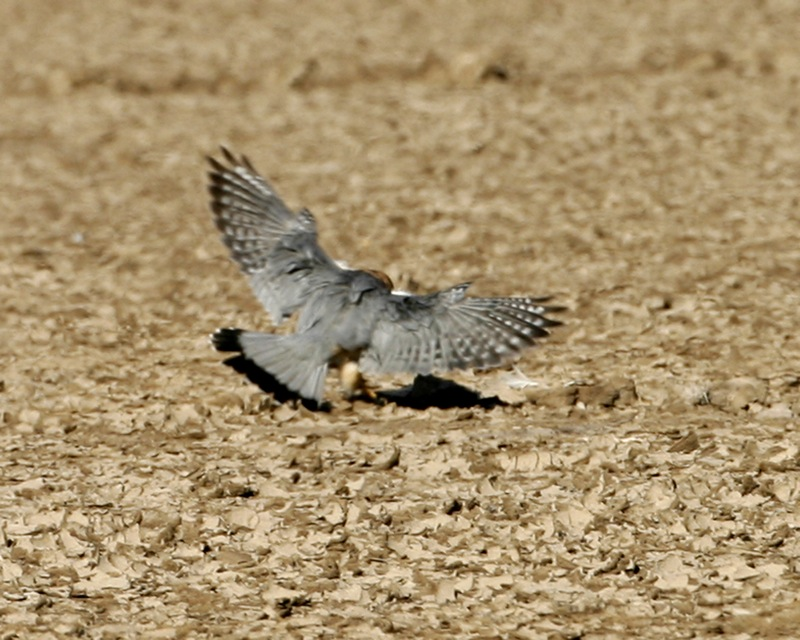
Il caratteristico piumaggio di un esemplare maschio (probabilmente appartenente alla sottospecie F. c. pallidus) svernante nel Piccolo Rann di Kutch del Gujarat (India).

Le remiganti sono nerastre e la coda presenta solitamente 3-4 larghe bande, anch'esse nerastre. Gli esemplari maschi di colore molto chiaro presentano bande grigie solo leggermente percettibili, mentre quelli di colore più scuro hanno bande così larghe che sembra che la loro coda sia segnata da sottili strisce più chiare. In tutti gli smerigli, tuttavia, l'estremità della coda è nera con una sottilissima striscia bianca sul margine esterno; molto probabilmente quest'aspetto della coda costituisce una caratteristica plesiomorfica di tutti i falchi. Ciononostante, la colorazione della coda è abbastanza differente da gran parte delle specie simili, ricordando solamente quella del falco aplomado (F. femoralis) e (negli esemplari chiari) di alcuni gheppi veri e propri. Gli occhi e il becco sono scuri; la cera è gialla, così come le zampe, munite di artigli neri.
I maschi americani di colore chiaro possono assomigliare al gheppio americano (F. sparverius, che, nonostante il nome, non è un gheppio vero e proprio), ma hanno il dorso e la coda grigi invece che marrone-rossastro. Quelli europei, invece, si distinguono dai gheppi per il colore marrone delle ali. Nel nord dell'Asia meridionale, i maschi svernanti possono essere confusi con il falco collorosso (F. chicquera) se, in volo, non sono visibili la testa (rossa sulla sommità in F. chicquera) o il dorso (finemente barrato di nero in F. chicquera).

## Sistematica
Le relazioni tassonomiche dello smeriglio con gli altri falchi non sono state ancora comprese a pieno. Per dimensioni, forma e colorazione, è abbastanza diverso dagli altri suoi simili attuali. Talvolta alcuni studiosi sostengono che, tra tutti i falchi, il falco collorosso sia la specie più strettamente imparentata con lo smeriglio, ma tale affermazione sembra essere confermata solo da abitudini predatorie simili; solo moderni studi più accurati potrebbero verificare questa ipotesi. Infatti, lo smeriglio sembra che appartenga ad una linea evolutiva distinta dagli altri falchi attuali, dai quali si è separata nel Pliocene inferiore, circa 5 milioni di anni fa. Come suggerito dalla biogeografia e dalle analisi del DNA, sembra che questa specie appartenga ad un'antica radiazione non monofiletica di specie del genere Falco migrate dall'Europa al Nordamerica, assieme agli antenati di altre forme attuali come il gheppio americano (F. sparverius), il falco aplomado (F. femoralis) e i loro parenti. In passato, sulla base di similitudini fenetiche, si era ipotizzata una stretta parentela con il falco collorosso (F. chicquera), ma oggi tale visione è considerata improbabile.

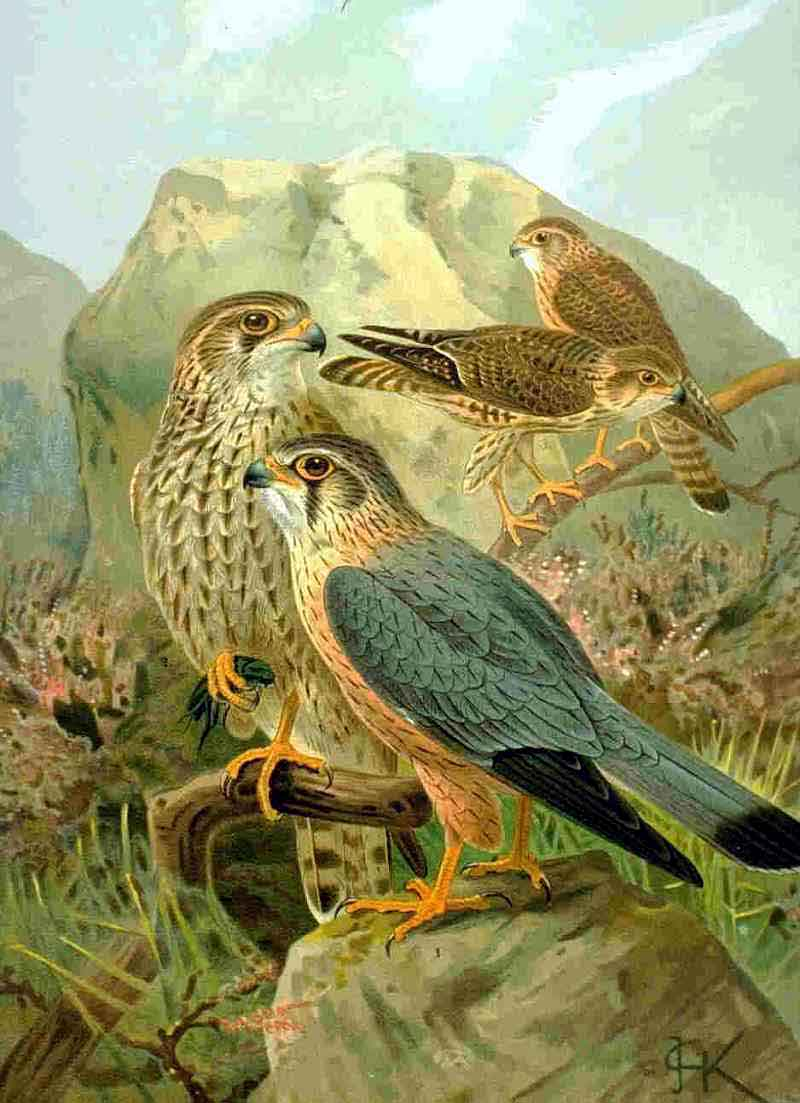
Smerigli europei della sottospecie aesalon: in primo piano il maschio e dietro la femmina.

Riguardo allo smeriglio, è interessante citare una specie fossile di falco risalente al Blancano inferiore (4,3-4,8 milioni di anni fa), i cui resti sono stati rinvenuti nella Formazione Rexroad del Kansas. Noto a partire da un coracoide destro quasi completo (esemplare UMMP V29107) e da alcuni frammenti di tarsometatarso, tibiotarso e omero (V27159, V57508-V57510, V57513-V57514), questo falco preistorico era leggermente più piccolo di uno smeriglio ed aveva zampe più robuste, ma per il resto era molto simile ad esso. Faceva parte della fauna locale del Fox Canyon e di Rexroad e potrebbe essere stato l'antenato del moderno smeriglio o un suo parente stretto. La sua età che fa retrodatare di molto la separazione tra smerigli eurasiatici e nordamericani concorda con l'ipotesi che lo smeriglio abbia avuto origine nel Nordamerica. Dopo essersi adattati alla loro nicchia ecologica, gli antichi smerigli si sarebbero diffusi in Eurasia prima che le calotte glaciali ricoprissero la Beringia e la Groenlandia durante le glaciazioni del Quaternario.

### Sottospecie
Il fatto che lo smeriglio sia presente da molto tempo su entrambe le sponde dell'Atlantico è ben evidenziato anche dal grado di distinzione genetica tra le popolazioni eurasiatiche e nordamericane. Senza dubbio, entrambe le popolazioni potrebbero essere definite due specie a parte, dato che lo scambio genetico tra esse è terminato almeno da un milione di anni, se non da prima.
In linea di massima, in entrambe le popolazioni la variazione dei colori segue le leggi della regola di Gloger. I maschi della sottospecie delle foreste pluviali temperate lungo la costa pacifica del Nordamerica, F. c. suckleyi, hanno il dorso di colore quasi nero e grosse chiazze nere sul ventre, mentre quelli della sottospecie più chiara, F. c. pallidus, meno dotati di melanina, hanno il dorso grigio e chiazze sul ventre di colore rossastro.
Sottospecie americane

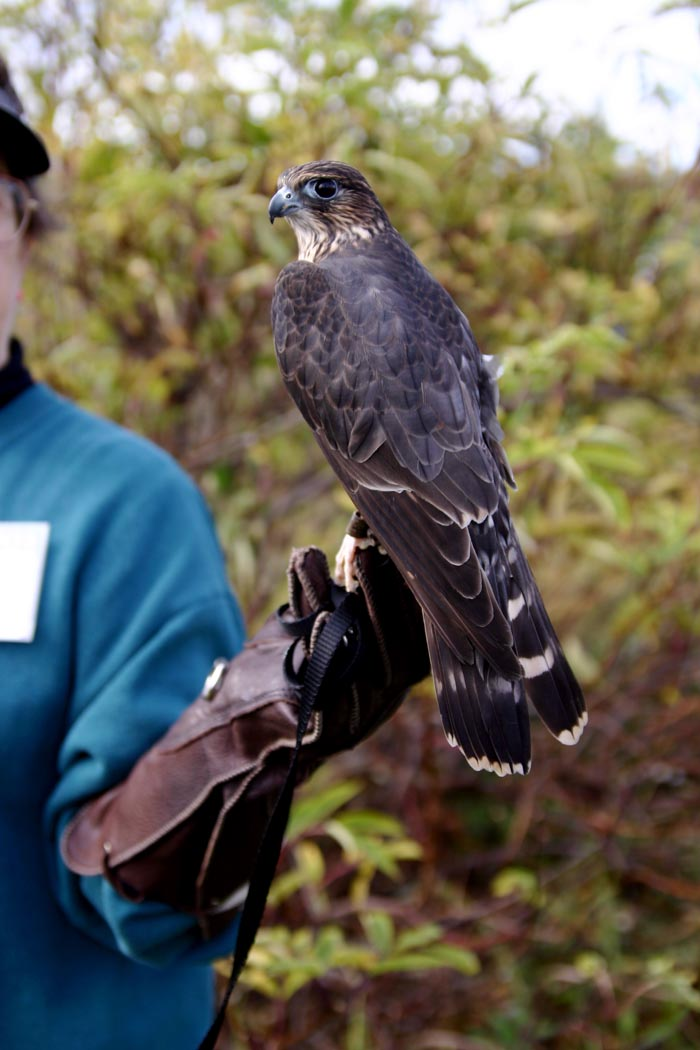
Uno smeriglio delle foreste costiere (F. c. suckelyi) nei pressi di Anchorage (Alaska).

- Falco columbarius columbarius Linnaeus, 1758

Canada ed estremità settentrionali degli Stati Uniti ad est delle Montagne Rocciose, Grandi Pianure escluse. Migratore, sverna nelle regioni meridionali del Nordamerica, in America Centrale, ai Caraibi e nel Sudamerica settentrionale, dalle Guyane alle pendici settentrionali delle Ande. Solo raramente sverna nel nord degli Stati Uniti.
- Falco columbarius richardsoni Ridgway, 1871 - smeriglio delle praterie

Grandi Pianure dall'Alberta al Wyoming. Stanziale (tranne alcuni brevi spostamenti invernali).
- Falco columbarius suckleyi Ridgway, 1874 - smeriglio delle foreste costiere o smeriglio nero

Costa pacifica del Nordamerica, dall'Alaska meridionale allo Stato di Washington settentrionale. Stanziale (tranne alcuni spostamenti altitudinali).
Sottospecie eurasiatiche
- Falco columbarius aesalon Tunstall, 1771

Eurasia settentrionale dalle Isole Britanniche e dalla Scandinavia fino alla Siberia centrale. Le popolazioni della Gran Bretagna settentrionale mostrano alcune somiglianze geniche con gli esemplari della sottospecie subaesalon. Solo la popolazione britannica è stanziale, tutte le altre sono migratrici; sverna in Europa e nella regione mediterranea, fino all'Iran.

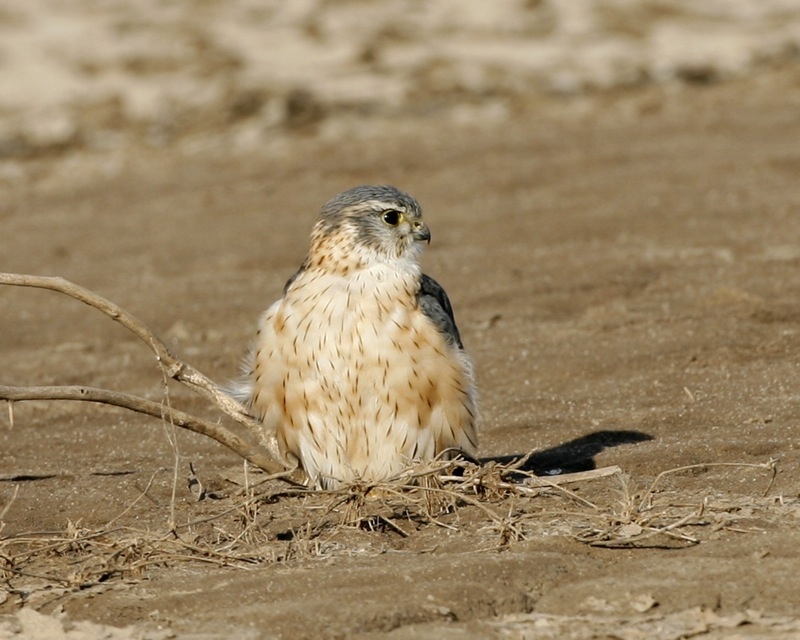
Un maschio (probabilmente della sottospecie F. c. pallidus) svernante nel Piccolo Rann di Kutch del Gujarat (India).

- Falco columbarius subaesalon C.L. Brehm, 1827 - smyril (in faroese) e smyrill (islandese)

Islanda e Isole Fær Øer. Gli esemplari di queste ultime presentano alcune somiglianze geniche con gli esemplari della sottospecie aesalon. Stanziale (tranne alcuni brevi spostamenti invernali).
- Falco columbarius pallidus (Sushkin, 1900)

Steppe asiatiche comprese tra il Mare d'Aral e i Monti Altaj. Migratore, sverna nelle regioni meridionali dell'Asia centrale e in quelle settentrionali dell'Asia meridionale.
- Falco columbarius insignis (Clark, 1907)

Siberia, tra i fiumi Enisej e Kolyma. Migratore, sverna nell'Asia orientale continentale.
- Falco columbarius lymani Bangs, 1913

Monti del Kazakistan orientale e aree attigue. Migratore su brevi distanze.
- Falco columbarius pacificus (Stegmann, 1929)

Dall'Estremo Oriente Russo a Sachalin. Migratore, sverna in Giappone, Corea e nei Paesi vicini.

## Biologia
Lo smeriglio si incontra in terreni piuttosto aperti, come boschetti di salici o betulle e zone arbustive, ma anche nelle foreste della taiga, nei parchi cittadini, nelle distese erbose, come steppe e praterie, e nelle brughiere. Non è strettamente correlato ad un particolare tipo di habitat e si può incontrare dal livello del mare alla linea degli alberi. In generale, predilige le aree di bassa-media altitudine con vegetazione mista ad alberi ed evita le foreste più fitte, così come le regioni aride prive di alberi. Durante le migrazioni, comunque, si trova quasi in qualunque tipo di habitat.
Quasi tutte le popolazioni sono migratrici e svernano in regioni più calde. Gli esemplari dell'Europa settentrionale si spostano verso l'Europa meridionale e il Nordafrica e quelli nordamericani verso l'area compresa tra gli Stati Uniti meridionali e il Sudamerica settentrionale. Nelle regioni marittime dell'areale di nidificazione, dal clima più mite, come la Gran Bretagna, la costa nord-occidentale del Nordamerica e l'Islanda occidentale, ma anche in Asia centrale, gli smerigli in inverno abbandonano semplicemente le zone più elevate per spostarsi verso le coste e le pianure. Il ritorno ai siti di nidificazione inizia verso la fine di febbraio; in marzo e aprile, quindi, gli smerigli attraversano gli Stati Uniti, l'Europa centrale e la Russia meridionale; qualche sparuto gruppetto di ritardatari, però, giunge presso gli areali di nidificazione solo a fine maggio. Il viaggio verso i quartieri invernali, invece, inizia verso agosto-settembre in Eurasia, mentre in altre aree, come l'Ohio, situato nell'estremo sud dell'areale di nidificazione, F. c. columbarius si sposta verso sud solo in settembre-ottobre.
In Europa, durante l'inverno, gli smerigli si radunano generalmente nei pressi dei posatoi, spesso in compagnia delle albanelle reali (Circus cyaneus). In Nordamerica i posatoi comunitari sono più rari e gli smerigli della zona sono noti per attaccare ferocemente qualunque rapace incontrino, perfino aquile adulte.

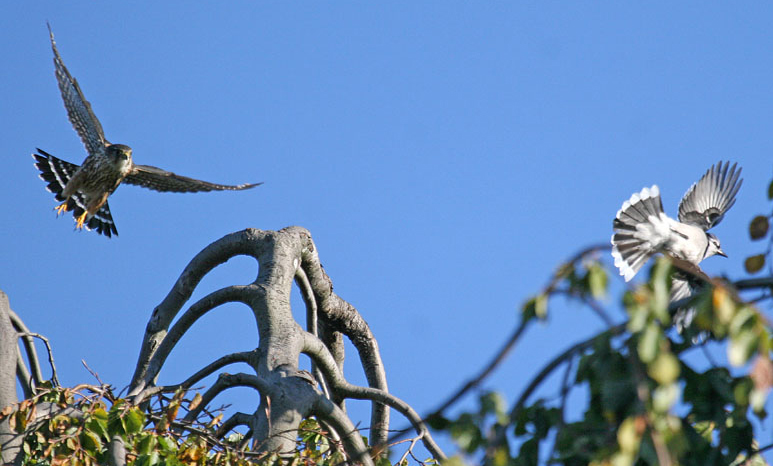
Un F. c. columbarius insegue una ghiandaia azzurra americana settentrionale (Cyanocitta cristata bromia) nel Cimitero di Mount Auburn (Massachusetts).

Per catturare le prede gli smerigli fanno affidamento sulla loro velocità ed agilità. Spesso cacciano volando velocemente a bassa altezza, generalmente a meno di un metro dal suolo, utilizzando alberi e grossi arbusti per cogliere le prede di sorpresa. Solitamente, però, catturano le prede in aria, dopo un rapido inseguimento. In qualunque zona del suo areale lo smeriglio è uno dei più abili predatori aerei di uccelli di piccole e medie dimensioni, essendo più versatile di qualsiasi altro rapace, perfino dei più grossi lodolai (che preferiscono cacciare a mezz'aria) e dei più agili sparvieri (che solitamente vanno a caccia di uccelli appollaiati o addormentati nel fitto della foresta). I membri delle coppie riproduttive cacciano generalmente cooperando tra loro: uno di essi insegue la preda spingendola in direzione del partner.
Lo smeriglio cattura con più facilità prede messe in fuga da altri predatori; ad esempio, è stato visto seguire per lunghe distanze sparvieri americani (Accipiter striatus) per catturare in aria gli uccelli spaventati dalle imboscate di questi predatori. Non teme quasi alcun pericolo e spesso attacca con facilità qualunque cosa si muova rapidamente. Alcuni smerigli sono stati visti perfino cercare di «catturare» automobili e treni, oppure nutrirsi degli uccelli rimasti intrappolati nelle reti utilizzate dagli ornitologi. Perfino nelle condizioni più sfavorevoli, almeno un inseguimento su 20 termina con la cattura della preda; quando queste volgono a favore, però, quasi ogni attacco termina con un successo. Talvolta gli smerigli immagazzinano le prede catturate per consumarle successivamente.
In alcuni periodi dell'anno, specialmente durante la stagione della nidificazione, le prede dello smeriglio sono costituite da piccoli uccelli di 10-40 g di peso. Quasi ogni specie di queste dimensioni può essere catturata, ma le preferenze dello smeriglio si spostano verso gli uccelli più numerosi - ad esempio allodole (Alaudidi), pispole (Anthus) o passeri europei (Passer domesticus) - e, soprattutto, più giovani. Se possono, gli uccelli più piccoli cercano sempre di evitare uno smeriglio. Perfino alle Isole Cayman (dove questo rapace si incontra solo d'inverno) i bananeri sono stati visti morire a causa di apparenti attacchi cardiaci o ictus, senza essere stati fisicamente toccati, quando uno smeriglio si è diretto verso di loro e non sono riusciti a fuggire.
Uccelli più grandi (ad esempio piro piro e perfino piccioni selvatici, pesanti quanto lo smeriglio stesso) e altri animali - insetti (specialmente libellule e falene), piccoli mammiferi (specialmente pipistrelli e arvicole) e rettili - completano la sua dieta. Queste prede sono più importanti al di fuori della stagione riproduttiva, quando costituiscono una parte importante della dieta dello smeriglio. In alcuni luoghi, ad esempio in Norvegia, però, dove i piccoli uccelli sono certamente alla base dell'alimentazione degli smerigli nidificanti, un particolare successo nella riproduzione sembra necessitare dell'abbondanza di arvicole del genere Microtus.
I Corvidi costituiscono la principale minaccia per le uova e i piccoli. Anche gli smerigli adulti possono essere predati da rapaci più grandi, specialmente da falchi pellegrini (F. peregrinus), gufi reali (ad esempio il gufo reale della Virginia, Bubo virginianus) e specie più grandi del genere Accipiter (ad esempio l'astore comune, A. gentilis). In generale, comunque, gli uccelli carnivori evitano gli smerigli a causa della loro aggressività e agilità.

### Riproduzione

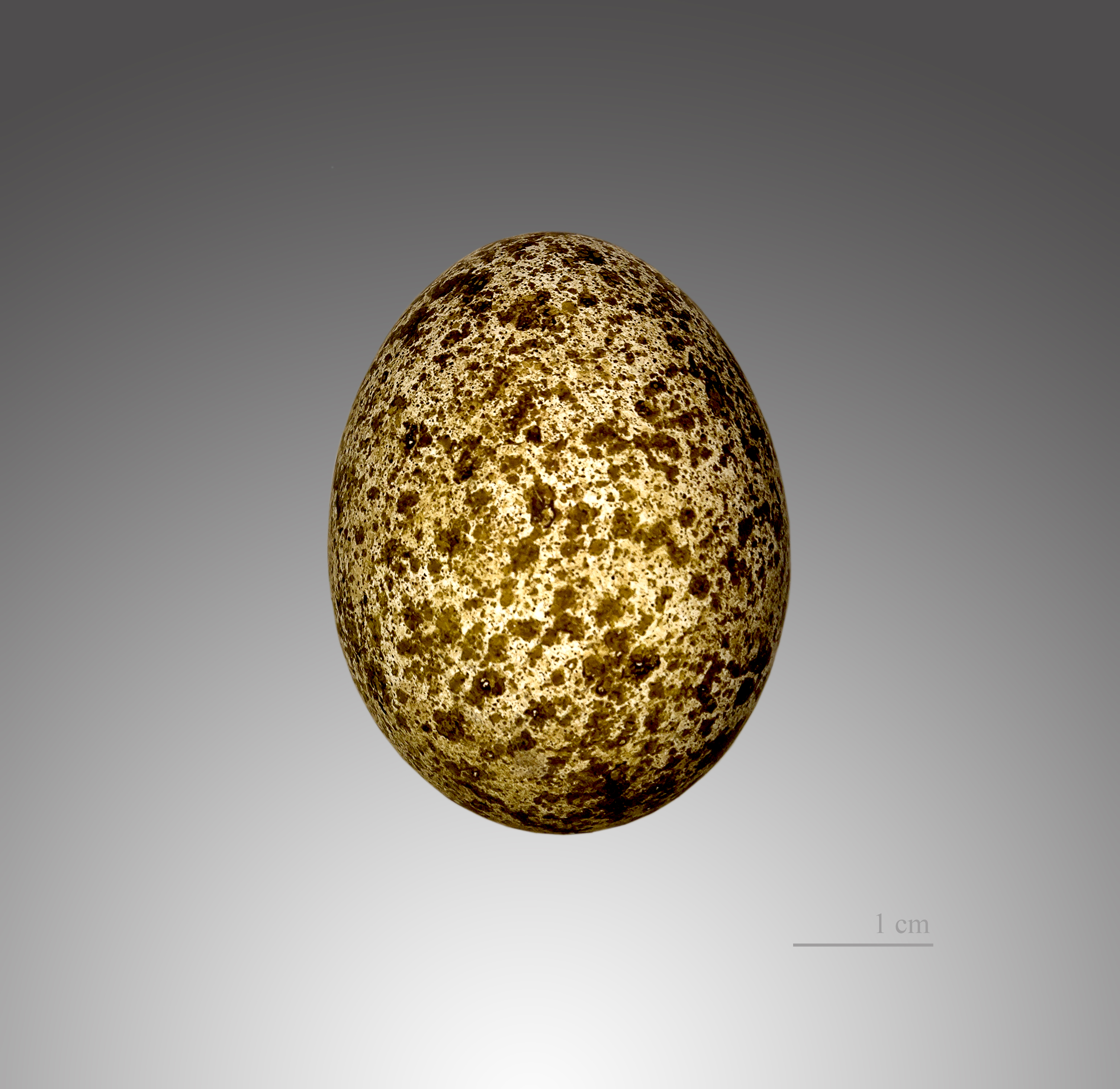
Falco columbarius

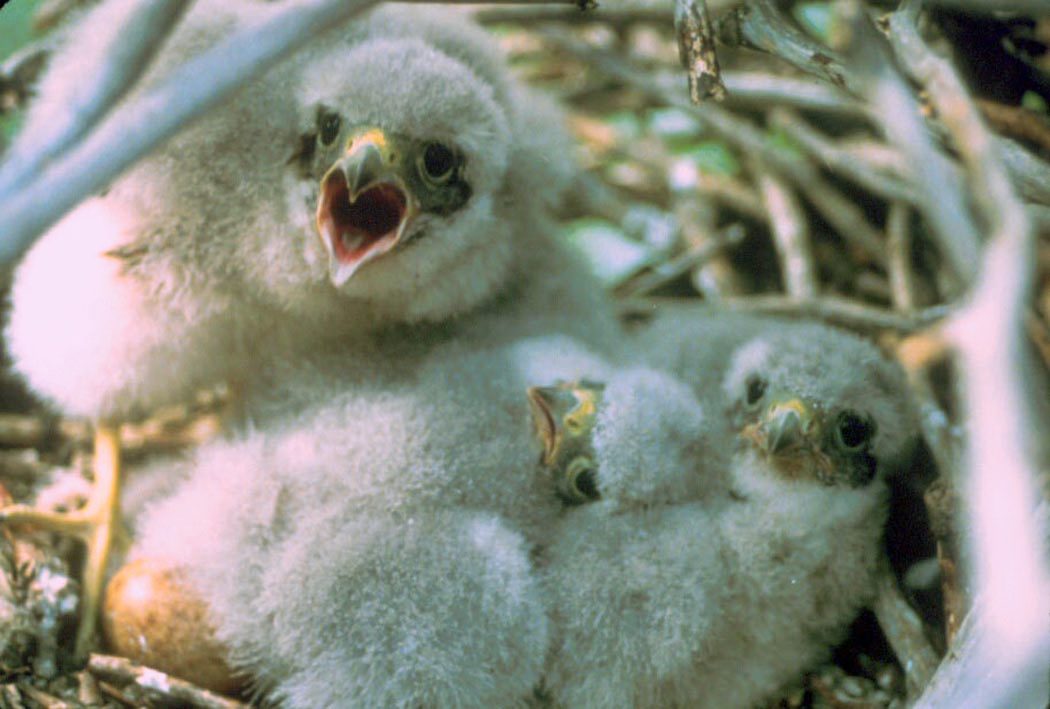
Nidicoli di smeriglio.

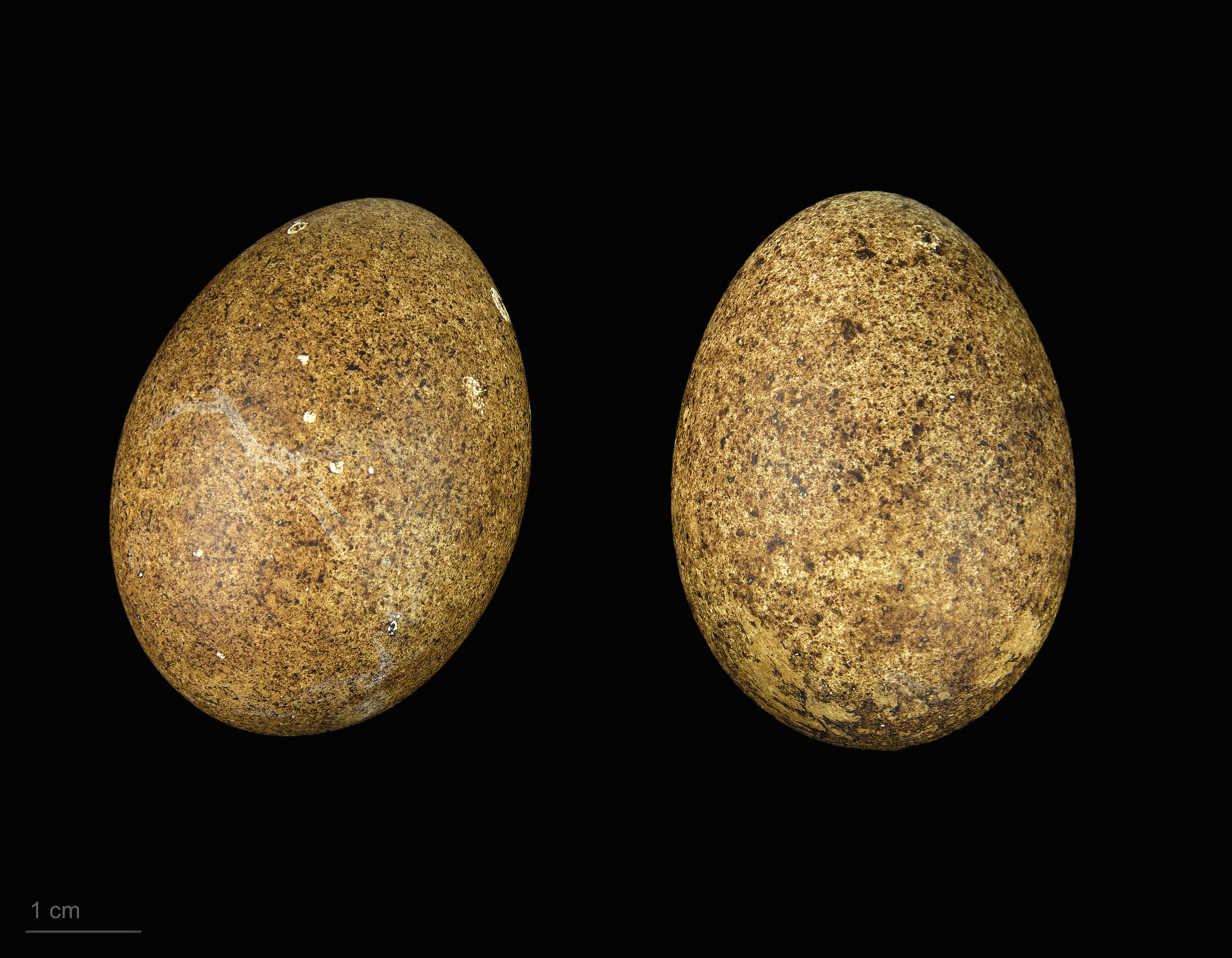
Falco columbarius subaesalon

La nidificazione avviene generalmente in maggio-giugno. Nonostante le coppie siano generalmente monogame, sono stati registrati anche casi di accoppiamenti extra-coniugali. La maggior parte dei nidi è situata tra la fitta vegetazione o tra le rocce; lo smeriglio non costruisce, però, il proprio nido, ma utilizza quelli abbandonati dai Corvidi (in particolare da corvi del genere Corvus e gazze del genere Pica) o da altri rapaci, situati in boschetti di conifere o misti. Nelle brughiere - specialmente nel Regno Unito - la femmine utilizzano come nido spiazzi nel folto dell'erica. Altri nidificano nei crepacci delle scogliere rocciose, al suolo o perfino su edifici.
Vengono deposte da tre a sei uova (solitamente 4 o 5). Queste, di color marrone ruggine, misurano in media 40 x 31,5 mm. L'incubazione, che dura 28-32 giorni, viene effettuata per il 90% della femmina; il maschio, invece, va a caccia per fornire nutrimento alla famiglia. Alla schiusa i piccoli pesano circa 13 g. I giovani si involano dopo 30 giorni, ma continuano a dipendere dai genitori per altre 4 settimane. Talvolta degli esemplari di un anno di età (generalmente maschi) «aiutano» la coppia durante la nidificazione. Più della metà delle uova - spesso perfino tutte o quasi - di una covata sopravvive alla schiusa, e almeno due-tre piccoli riescono a lasciare il nido. Tuttavia, negli anni in cui il cibo è più scarso, solo un piccolo su tre raggiunge la maggiore età. Lo smeriglio raggiunge la maturità sessuale a un anno di età e di solito cerca subito di accoppiarsi. L'esemplare conosciuto più vecchio è stato un individuo che nel 2009 venne avvistato per il tredicesimo inverno.

## Relazioni con l'uomo

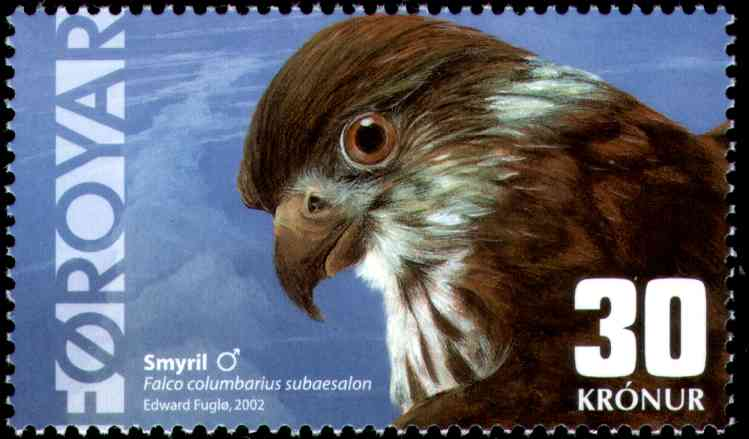
Un maschio di smyril, disegnato da Edward Fuglø, raffigurato su un francobollo faroese.

Nell'Europa medioevale gli smerigli erano molto popolari nella falconeria. Oggi vengono ancora addestrati da alcuni falconieri per catturare piccoli uccelli, ma a causa delle restrizioni conservazioniste non sono più comuni come una volta.
John James Audubon raffigurò lo smeriglio sulla tavola 75 della seconda edizione di Birds of America (pubblicata a Londra nel 1827-38) con il titolo «Le Petit Caporal - Falco temeratius». La raffigurazione venne incisa e colorata nel laboratorio londinese di Robert Havell. L'acquerello originale di Audubon venne successivamente acquistato dalla Società Storica di New York, dove è tuttora conservato.
William Lewin raffigurò lo smeriglio sulla tavola 22 del primo volume del suo Birds of Great Britain and their Eggs, pubblicato a Londra nel 1789.

### Conservazione

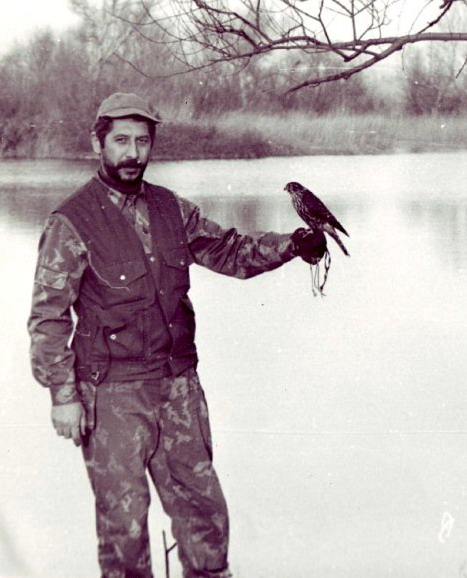
Cacciatore con uno smeriglio ammaestrato presso il lago Jandari (Georgia, novembre 1979).

Nel complesso, lo smeriglio non è una specie particolarmente rara e, sia per il numero dei suoi esemplari che per la vastità del suo areale, viene classificato dalla IUCN tra le specie «a rischio minimo». Il numero degli esemplari - a eccezione di quelli che vivono in Asia, dove la situazione è meno definita - viene regolarmente conteggiato. In quasi ognuno dei Paesi più estesi in cui abita vivono centinaia o migliaia di smerigli, dalle «sole» 250-300 coppie della Bielorussia alle circa 30.000 coppie di F. c. aesalon censite nel 1993 nella Russia europea. La specie viene classificata nell'Appendice II della CITES e a livello locale gode della stessa protezione garantita agli altri rapaci; nonostante in alcuni Paesi ne sia consentita la cattura, ad esempio per l'utilizzo in falconeria, l'esportazione da un Paese all'altro richiede un apposito permesso.
Di gran lunga, la più seria minaccia a lungo termine per la sopravvivenza dello smeriglio è la distruzione dell'habitat, soprattutto di quello degli areali di nidificazione. Le popolazioni delle brughiere, che nidificano al suolo, prediligono le zone dove l'erica raggiunge una notevole altezza, e sono così vulnerabili agli incendi di vasti tratti di boscaglia, che distruggono irrimediabilmente sia le piante giovani che quelle più vecchie. Tuttavia lo smeriglio è una specie piuttosto euriecia (si adatta, cioè, a vari tipi di habitat) e può vivere perfino all'interno di aree fortemente urbanizzate: basta che vi siano zone di vegetazione mista di alto e basso fusto, prede sufficienti e siti per nidificare (requisito fondamentale per la sopravvivenza della specie).
In Nordamerica sembra che questa specie sia stata più diffusa in passato di quanto non lo sia adesso, o, più semplicemente, si è ritirata sempre più verso nord: prima del XX secolo F. c. columbarius, seppur raramente, nidificava nell'Ohio, ma già dagli inizi del secolo scorso, in alcune aree, ad esempio nella Contea di Seneca, era rarissimo anche avvistare semplicemente un esemplare adulto durante la stagione della nidificazione. Oggi lo smeriglio si limita a sorvolare l'Ohio durante le sue migrazioni e solo molto raramente vi si incontra durante l'inverno, nonostante il recente ritrovamento di due nidi. La rarefazione dello smeriglio nell'Ohio non è dovuta, come si potrebbe pensare, al mutamento ambientale: infatti, sebbene le foreste che ricoprivano lo Stato siano state in gran parte abbattute e convertite in terreni agricoli, questo rapace si adatta bene anche alle zone antropizzate; la causa, piuttosto, è dovuta soprattutto al riscaldamento globale, dato che lo smeriglio è essenzialmente una specie subartica che solo raramente si spinge in zone temperate. A questo riguardo bisogna ricordare che il numero degli smerigli nidificanti nelle regioni più settentrionali degli Stati Uniti è notevolmente aumentato nel corso del XX secolo.
Forse la causa più frequente di morte accidentale per lo smeriglio è la collisione con i mezzi di trasporto, soprattutto durante gli attacchi dei quali si è parlato prima. Queste collisioni sono causa di circa la metà delle morti premature. Negli anni sessanta e settanta l'utilizzo dei pesticidi organoclorici fu il responsabile del declino dello smeriglio in alcune aree, soprattutto in Canada, poiché queste sostanze causano l'assottigliamento dei gusci delle uova, con la conseguente perdita della nidiata, e compromettono il sistema immunitario degli adulti. Dopo le restrizioni sull'utilizzo del DDT e di altri simili composti chimici il numero degli smerigli è nuovamente aumentato. In generale, comunque, la popolazione dello smeriglio è relativamente stabile; sebbene in alcuni luoghi il numero di questi rapaci possa temporaneamente diminuire, in seguito aumenta di nuovo: probabilmente questo fenomeno è dovuto alle fluttuazioni demografiche delle prede di cui abbiamo parlato.